# Baicheng, Xinjiang
Baicheng är en köping i Kina. Baichang är huvudorten i häradet Bay som ligger i den autonoma regionen Xinjiang, i den nordvästra delen av landet, omkring 520 kilometer sydväst om regionhuvudstaden Ürümqi. 
Runt Baicheng är det glesbefolkat, med 14 invånare per kvadratkilometer. Trakten runt Baicheng består till största delen av jordbruksmark.
Genomsnittlig årsnederbörd är 181 millimeter. Den regnigaste månaden är juni, med i genomsnitt 36 mm nederbörd, och den torraste är december, med 5 mm nederbörd.